# L'Express de Madagascar
Pour les articles homonymes, voir L'Express (homonymie).
L'Express de Madagascar est un quotidien généraliste malgache créé en 1995 par l'homme d'affaires Herizo Razafimahaleo. Le journal paraît en malgache et français. Une version hebdomadaire titrée L'Hebdo de Madagascar est éditée conjointement.
En 2002, le journal est racheté par Edgard Razafindravahy.